# 王卫平 (苏州大学教授)
王卫平（1962年10月—），中华人民共和国江苏省溧阳市人，苏州大学教授、社会学院院长。主要研究领域为中国城市史、社会史、江南区域史（吴文化史）和方志学等。2007年度“长江学者”特聘教授。2009年被中华人民共和国教育部评为”全国优秀教师“。
1983年本科毕业于苏州大学历史系，1988年获苏州大学中国近现代史专业硕士学位，1993-1997年在日本国立广岛大学留学，并获文学博士学位。

## 部分出版作品
| 专著                                     |
| ---------------------------------------- |
| 《苏州史纪（古代）》                     |
| 《清代江南地区慈善事业系谱研究》         |
| 《中国古代传统社会保障与慈善事业》       |
| 《明清时期江南城市史研究：以苏州为中心》 |
| 《吴文化与江南社会研究》                 |
| 《中日地方志与江南区域史研究》           |
| 《中国慈善史纲》                         |

| 主编               | 主编           |
| ------------------ | -------------- |
| 丛书               | 教材           |
| 《苏南历史与社会》 | 《社会救助学》 |
| 《吴文化研究》     | 《人文江苏》   |
| 《江南旅游文化》   |                |
| 《苏州文献丛书》   |                |